# Bifrenaria vitellina
Bifrenaria vitellina (Lindl.) Lindl. (1843), es una especie de orquídea epifita originaria de Brasil.

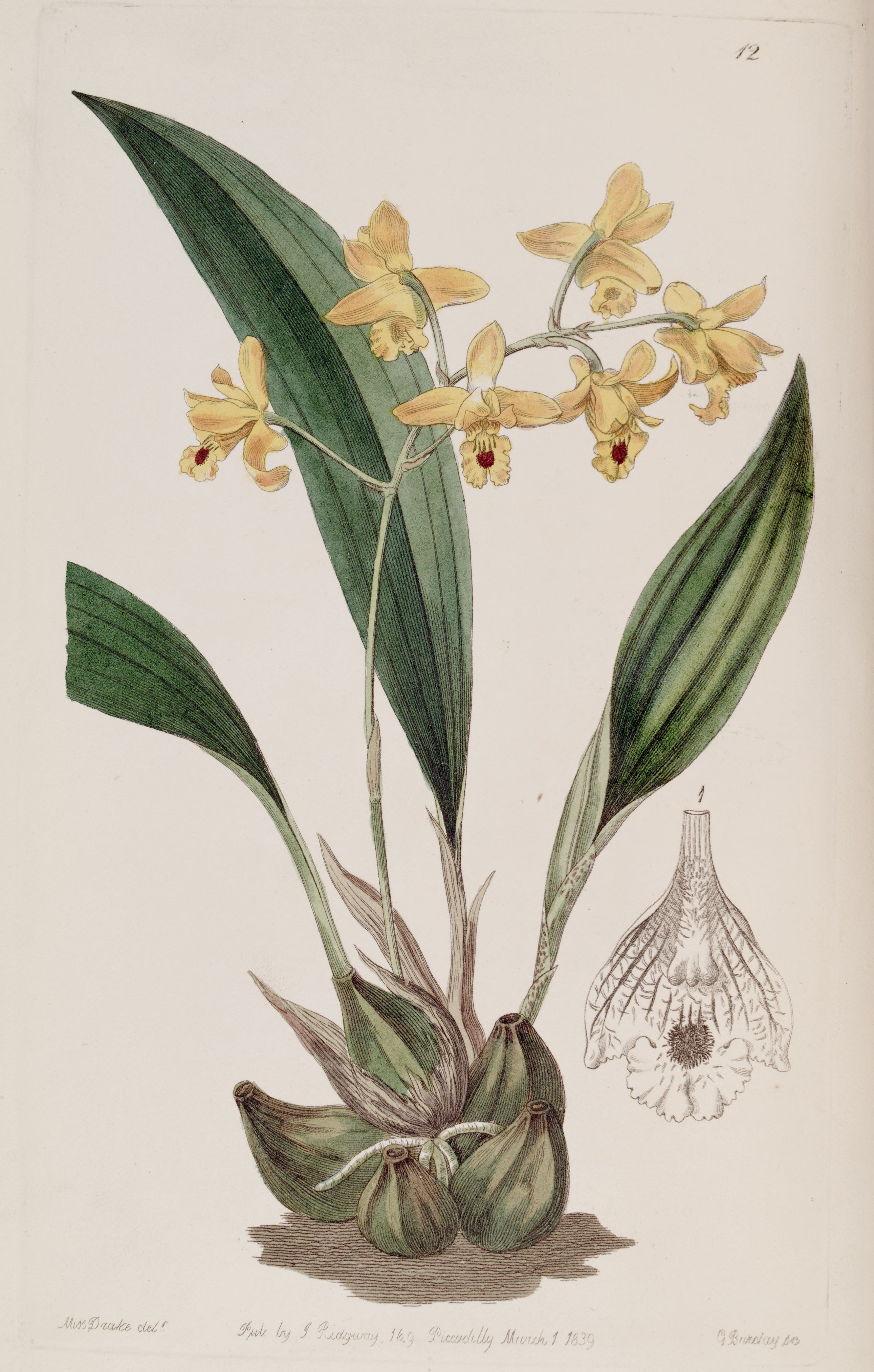
Ilustración

## Características
Es una especie herbácea de pequeño tamaño, que prefiere clima cálido a fresco, es epífita  y tiene un pronunciado pseudobulbo tetragonal, ovalado con una única hoja apical y  coriácea que da lugar a una inflorescencia basal, erecta a arqueada, de 10 a 20 cm de largo, con pocas a varias [3 al 8]  flores que se producen desde  un pseudobulbo maduro: La floración se produce en el verano.

## Distribución y hábitat
Se encuentra en el centro sur de la costa de Brasil en los bosques tropicales de montaña en alturas de 600 a 1200 metros.

## Taxonomía
Pertenece al grupo de Bifrenarias pequeñas,  clasificada en la sección Stenocoryne.  Puede ser fácilmente reconocida por su pronunciado color amarillo oscuro en el centro del labio y pequeñas características radiantes en sus lóbulos secundarios.
Bifrenaria vitellina fue descrito por (Lindl.) Lindl.  y publicado en Edwards's Botanical Register 29: Misc. 52. 1843.
Etimología
Bifrenaria: nombre genérico que deriva de las palabras griegas: bi (dos); frenum freno o tira. Aludiendo a los dos tallos parecidos a tiras, estipes que unen los polinios y el viscídium. Esta característica las distingue del género Maxillaria.

vitellina: epíteto latino que significa "como las yemas de huevo".
Sinonimia
- Maxillaria vitellina Lindl. (1838) (Basionymum)
- Maxillaria barbata Knowles & Westc. ex Rchb.f. (1863)
- Adipe vitellina (Lindl.) M.Wolff (1990)
- Bifrenaria harrisoniae var. vitellina Stein 1892;
- Stenocoryne vitellina (Lindl.) Kraenzl. 1896[1][6][7]